# Christina Bengtsson
Christina Margareta Bengtsson, född 17 januari 1974, är före detta skytt på elitnivå. Hon är världsmästarinna i skytte, både i  lag och individuellt. Bengtsson har många medaljer på sin meritlista, hon vann bland annat guld i Militära VM 2005 i Schweiz, då hon var bara ett poäng från världsrekordet. Karriären avslutades i Rio de Janeiro på Military World Games.
Christina Bengtsson är officer, utbildad på JAS 39 Gripen, har tränat vid US Army Marksmanship Unit, Fort Benning och varit anställd vid Försvarshögskolan i Stockholm. Det var via Försvarsmaktens elitidrottsprojekt, FM elit, som hon kombinerade arbete med elitidrottande. Under 2011 vidareutbildade hon sig som deltagare på den första Management Diploma for Athletes, MDA. Utbildningen hölls i samarbete mellan Cruyff Institute for Sport Studies och IFL vid Handelshögskolan i Stockholm. Bland övriga deltagare på MDA-utbildningen märks Peter Forsberg och Magdalena Forsberg.
Bengtsson är författare till boken Konsten att fokusera: 10,9, utgiven på Volante. I denna delar hon med sig av sina erfarenheter och modeller, och lär ut att såväl under press som i livet i stort nå en högre fokus.
Christina Bengtssons TEDx-talk, The art of focus – a crucial ability, har setts över 1 miljon gånger.
Christina är global thought leader och föreläser internationellt om fokus och dess betydelse för individen och för samhället i stort.
Hon har även varit chef för Europakontoret CISM i Bryssel.

## Meriter
- VM-medaljer: Som första kvinna antagen i Militära Landslaget 1998 (skytte, gevär, 22 kaliber)
- Antagen i Civila Landslaget 1999
- Antagen i Försvarsmaktens elitidrottsprojektet FM Elit 2002
- Första internationella medalj:
- EM-brons, lagmatch, Europamästerskapen Frankrike 1999 (”civilt”).
- Första SM-medalj: Individuellt SM-guld 2003 (“civilt”)[9]
- VM-guld, CISM, Schweiz 2005 (596, ett poäng från världsrekordet)
- VM-silver, lagmatch, CISM Sverige 2008 (”militärt”)
- VM-guld, lagmatch, CISM Kroatien 2009 (“militärt”)
- VM-brons, lagmatch, CISM Brasilien 2010 (”militärt”)
- Vinnare av Oceana Games Australien, 2005.
- “Best shooter over all”, Masters International, Danmark 2006 och 2007.
- Skjutit 598 (1 poäng högre än världsrekordet), Umeå 2007-04-01[10]